# سن ویتوره دل لاتزیو
سن ویتوره دل لاتزیو (به ایتالیایی: San Vittore del Lazio) یک کومونه در ایتالیا است که در استان فروزینونه واقع شده‌است. سن ویتوره دل لاتزیو ۲۷٫۱ کیلومتر مربع مساحت و ۲٬۷۱۹ نفر جمعیت دارد و ۲۱۰ متر بالاتر از سطح دریا واقع شده‌است.